# The Bones
The Bones är en svensk musikgrupp (punkrock) från Karlskrona som bildades 1996. År 2006 spelade de in en kampsång, KHK Fight Song, tillsammans med ishockeylaget Karlskrona HK (KHK), att spelas på lagets hemmamatcher.
Bröderna Jonas och Fredrik Andersén, Beef Bonanza respektive Spooky Fred, är aktiva frimurare.

## Bandmedlemmar
- Boner - sång och sologitarr
- Beef Bonanza (Jonas Andersén)[3] - sång och gitarr
- Andi Nero - Bas
- Spooky Fred (Fredrik Andersén)[3] - trummor

## Diskografi
- Screwed, Blued & Tattooed (2000)
- Bigger Than Jesus (2002)
- Straight Flush Ghetto (2004)
- Burnout Boulevard (2007)